# John Hawkins (musikhistoriker)

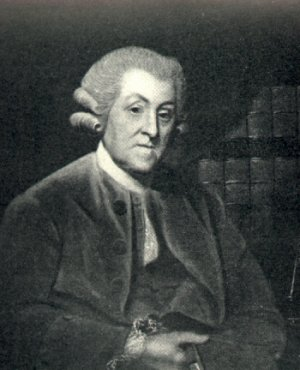
John Hawkins.

John Hawkins, född den 30 mars 1719 i London, död där den 21 maj 1789, var en engelsk musikhistoriker.
Hawkins blev advokat, men fördjupade sig tillika i musikhistoriska studier, vilka han nedlade i sitt berömda arbete General history of the science and practice of music (5 band, 1776), en frukt av sexton års flit. Detta verk, i början tillbakasatt för Burneys samtidigt utkommande musikhistoria, upplevde så sent som 1879 en ny upplaga. 
Hawkins var, om än en bland stiftarna av Madrigal Society (1741), egentligen ingen musiker, utan måste anlita biträde av fackmän, som Boyce, Cooke med flera; men hans förtjänst är det flitiga och noggranna samlandet av citat från tonverk, varigenom hans arbete blev en rik materialkälla. Han adlades 1772.